# 堂ヶ島のゆるぎ橋
堂ヶ島のゆるぎ橋（どうがしまのゆるぎばし）は、静岡県賀茂郡西伊豆町の堂ヶ島に伝わる、民話的伝承。伊豆七不思議の１つである。
天平年間、伊豆国（いずのくに）田方郡（たがたのこおり）の堂ヶ島に海賊の一団があった（紀伊国熊野から来たと伝えられている）。
海賊の頭目の名は墨丸、多くの仲間を従え沖を行く船を襲い、村々も略奪を受けていた。
一方、海沿いの村々では都への調として、特産の鰹節や砂金を収める倣いとなっていた。
ある年、荷支度も終え、祝いの宴も終わって殆どの村の人々が家路についたあとに、墨丸率いる海賊たちが砂金目当てに押し入って来た。
村人も必死に応戦したものの、最後には砂金を奪い取られてしまった。
さて、海賊たちが村の薬師堂の前の橋に差し掛かったところ、橋はまるで地震の様に揺れ、海賊たちは一向に反対岸に渡れない。
終いには橋の下の川の流れにもんどり打って落ちていく。
最後に墨丸が大事そうに砂金の袋を抱えて渡ろうとしたところ、仁王さまが現れて、墨丸をつまみ上げ薬師如来さまの前に差し出したのである。
薬師如来さまにより人の道を説かれた墨丸は、それまでの悪行を悔い以後このお堂の守護に尽くしたという。
このあと薬師堂の前の橋は、心の汚れた者が渡るとゆれる『ゆるぎ橋』と呼ばれるようになったという。
また月経の間の女性が渡るとゆれるとも。
橋から削った木片を焚きその火を見せると夜尿が治るとも伝えられる。
月日は流れ、風雨に曝され橋も薬師堂も今はなく、由来を書いた石碑だけがその場所に残っている。

## 位置情報
- 北緯34度46分58.778秒 東経138度46分2.647秒 / 北緯34.78299389度 東経138.76740194度座標: 北緯34度46分58.778秒 東経138度46分2.647秒 / 北緯34.78299389度 東経138.76740194度
- 仁科 - 地理院地図
- 堂ヶ島 - Google マップ